# Alexander Bain (filòsof)
Alexander Bain   (Aberdeen, 11 de juny de 1818 - Aberdeen, 18 de setembre de 1903) va ser un filòsof i educador escocès en l'escola britànica de l'Empirisme i una figura prominent i innovadora en els camps de la Psicologia, la Lingüística, la Lògica, la Filosofia moral i la reforma educativa. Va fundar Mind, la primera revista de psicologia i filosofia analítica, i va ser la figura principal en establir i aplicar el mètode científic a la psicologia. Bain va ser el President inaugural de Regius en Logic andProfesor de lògica a la Universitat d'Aberdeen, on també va ocupar càtedres de filosofia moral i literatura anglesa i va ser triat dues vegades Lord Rector de la Universitat d'Aberdeen.